# Хунска държава
Хунска държава (също Хунска империя, Хунски хаганат или Хунски каганат) е номадска империя, създадена от хуните първоначално в Централна Азия, а след 375 г. разпростираща се и в Европа.
Хуните се появяват в Европа през 165 година от средна Азия като съюзници на Скити и Сармати в Скито-Сарматскаото древно царство Идел (Идил). Хуните започват да играят съществена роля в Европа едва след 375 г. след като успяват да разгромят Готите в северното причерноморие. Дотогава хуните са били част от широката федерацията на царство Идел включвала различни племена като Готи, Скити, Сармати, Хуни, Угри и други.

## Създаване на Хунската държава
За пръв Каган и създател на държавата се смята Баламбер притиснат от неприятните зими и постоянното прииждащи от изток Тюркски племена Баламбер се възползва от отдалата му възможност в около 360 – 365 година, Скито-сарматите остават без владетел и държавата започва да се тресе от вътрешни конфликти. Баламбер успява чрез женитба за дъщерята на загиналия владетел да укрепи властта си. Това се приема като периода на Хунската династия в царство Идел а държавата е известна като Хунски к(х)аганат.

### Укрепване на Хунската държава
Около 370 г. Готския хронист Йордан съобщава за победа на Хуните над Аланите както и за победата му над Готите през 375 г. и така тази дата остава в световната история като начало на „Великото преселение на народите“ което се приема като основно за унищожаването на Римската империя през 476 г. По времето на Баламбер хунската държава се простира от южен Урал до Кавказ и река Дон а столицата е преместена на територията на бившето Боспорско царство до днешния град Керч.
След смъртта на кан Баламбер неговите приемници кановете Алп-Бии и Улдин хунските войски системно да преминава през Дунав и да нападат източната римска империя както и окончателно да прогонят Готите от северното причерноморие.
По времето на кановете Донат, Каратон, Октар, Руа и Мундзук Хунската държава се разраства от Панония до Урал. Източната и западната римски империи както и Сасанидската държава плащат данък на хуните.
През 378 година хуните разбиват римските войски при Адрианопол и експанзията на продължава към Панония и на юг от р. Дунав, през 400 г. хуните разбиват войските на бунтовника Гаинас помагайки на източната римска империя да се справи с него.
Около 406 до 409 година хуните активно помагат на западната римска империя да воюва срещу Готите. През 412 г. Хуните и Византия сключват мирен договор. След 430 г. към хунската федерация се присъединяват и много други племена предимно от германски произход като Гепиди, Остготи, Тюринги и Руги.

### Управление на Бледа и Атила
Двамата братя започват да управляват Хунската държава съвместно от 434 до 444/445 г. когато Бледа умира.
през 440 г. Хуните превземат Сигиндунум, Сирмиум и Виминациум а в 441 година Атила води преговори с Византия за ежегодния данък които Византия трябва да плаща на Хунския хаганат. Съвместно двамата братя водят и преговори с Теодосий II за връщането на племена избягали във Византия. 443 година хуните отново нападат Византия и сключва нов мирен договор през 444 г. малко след това Бледа умира.

### Управление на Атила
Атила мести столицата на Хунската държава в Панония около древния град Карнунт около р. Тиса
През 447 г. войските на Атила навлизат в горна Мизия и отново нападат Византия и разгромява византийските войски водени от Арнегиск при гр. Утус на р. Вит а през 448 г. Войските на хуните (Сарагурите) нападат през Кавказ, от към Дарялския проход и Сасанидска империя.
През 451 г. при битката на Каталаунските поля хуните и техните съюзници са разбити от Римляните и техните федерати като по този начин възпират Атила да навлезе навътре в Галия. Това не обезкуражава Атила а само година по-късно през 452 г. той напада Италия и превзема Северна Италия до река По. През 453 г. Атила умира. В западната история Атила е наречена „Бич Божи“. По време на Атила хунската държава се разпростира на запад от р. Рейн до южен Урал на изток както и от южен Кавказ на юг до поречието на р. Кама на север.

### Разпадане на Хунската държава
След смъртта на Атила неговият син и престолонаследник Елак влиза в конфликт с другите свои двама братя Денгизих и Ирник.
Това позволява на много от племената участващи в държавното обединение да се отделят. Кан Елак се опитва да се противопостави, но през 454 г. римляни, гепиди и готи нанасят поражение на хуните при р. Недао, а самият Елак умира в битката.
Останалата част от държавата се разпада на две някъде около 463/465 г. Западната част остава под владението на Денгизих, а източната на Ирник. Няколко години по-късно Ирник обединява част от хунските племена и създава нова държава под името Оногурия която е предшественик, или само друго име на Стара Велика България. След разпадането на хунската държава постепенно западните и византийските хронисти започват да наричат хуните, хуно-българи а впоследствие през 6 век названието хуни е заменено с българи.[източник? (Поискан днес)]